# 1279
Portal Geschichte | Portal Biografien | Aktuelle Ereignisse | Jahreskalender | Tagesartikel

◄ |
12. Jahrhundert |
13. Jahrhundert
| 14. Jahrhundert | ►

◄ |
1240er |
1250er |
1260er |
1270er
| 1280er | 1290er | 1300er | ►

◄◄ |
◄ |
1275 |
1276 |
1277 |
1278 |
1279
| 1280 | 1281 | 1282 | 1283 | ► | ►►
Staatsoberhäupter  · Nekrolog
| Januar | Januar | Januar | Januar | Januar | Januar | Januar | Januar |
| Kw     | Mo     | Di     | Mi     | Do     | Fr     | Sa     | So     |
| ------ | ------ | ------ | ------ | ------ | ------ | ------ | ------ |
| 52     |        |        |        |        |        |        | 1      |
| 1      | 2      | 3      | 4      | 5      | 6      | 7      | 8      |
| 2      | 9      | 10     | 11     | 12     | 13     | 14     | 15     |
| 3      | 16     | 17     | 18     | 19     | 20     | 21     | 22     |
| 4      | 23     | 24     | 25     | 26     | 27     | 28     | 29     |
| 5      | 30     | 31     |        |        |        |        |        |

| Februar | Februar | Februar | Februar | Februar | Februar | Februar | Februar |
| Kw      | Mo      | Di      | Mi      | Do      | Fr      | Sa      | So      |
| ------- | ------- | ------- | ------- | ------- | ------- | ------- | ------- |
| 5       |         |         | 1       | 2       | 3       | 4       | 5       |
| 6       | 6       | 7       | 8       | 9       | 10      | 11      | 12      |
| 7       | 13      | 14      | 15      | 16      | 17      | 18      | 19      |
| 8       | 20      | 21      | 22      | 23      | 24      | 25      | 26      |
| 9       | 27      | 28      |         |         |         |         |         |

| März | März | März | März | März | März | März | März |
| Kw   | Mo   | Di   | Mi   | Do   | Fr   | Sa   | So   |
| ---- | ---- | ---- | ---- | ---- | ---- | ---- | ---- |
| 9    |      |      | 1    | 2    | 3    | 4    | 5    |
| 10   | 6    | 7    | 8    | 9    | 10   | 11   | 12   |
| 11   | 13   | 14   | 15   | 16   | 17   | 18   | 19   |
| 12   | 20   | 21   | 22   | 23   | 24   | 25   | 26   |
| 13   | 27   | 28   | 29   | 30   | 31   |      |      |

| April | April | April | April | April | April | April | April |
| Kw    | Mo    | Di    | Mi    | Do    | Fr    | Sa    | So    |
| ----- | ----- | ----- | ----- | ----- | ----- | ----- | ----- |
| 13    |       |       |       |       |       | 1     | 2     |
| 14    | 3     | 4     | 5     | 6     | 7     | 8     | 9     |
| 15    | 10    | 11    | 12    | 13    | 14    | 15    | 16    |
| 16    | 17    | 18    | 19    | 20    | 21    | 22    | 23    |
| 17    | 24    | 25    | 26    | 27    | 28    | 29    | 30    |

| Mai | Mai | Mai | Mai | Mai | Mai | Mai | Mai |
| Kw  | Mo  | Di  | Mi  | Do  | Fr  | Sa  | So  |
| --- | --- | --- | --- | --- | --- | --- | --- |
| 18  | 1   | 2   | 3   | 4   | 5   | 6   | 7   |
| 19  | 8   | 9   | 10  | 11  | 12  | 13  | 14  |
| 20  | 15  | 16  | 17  | 18  | 19  | 20  | 21  |
| 21  | 22  | 23  | 24  | 25  | 26  | 27  | 28  |
| 22  | 29  | 30  | 31  |     |     |     |     |

| Juni | Juni | Juni | Juni | Juni | Juni | Juni | Juni |
| Kw   | Mo   | Di   | Mi   | Do   | Fr   | Sa   | So   |
| ---- | ---- | ---- | ---- | ---- | ---- | ---- | ---- |
| 22   |      |      |      | 1    | 2    | 3    | 4    |
| 23   | 5    | 6    | 7    | 8    | 9    | 10   | 11   |
| 24   | 12   | 13   | 14   | 15   | 16   | 17   | 18   |
| 25   | 19   | 20   | 21   | 22   | 23   | 24   | 25   |
| 26   | 26   | 27   | 28   | 29   | 30   |      |      |

| Juli | Juli | Juli | Juli | Juli | Juli | Juli | Juli |
| Kw   | Mo   | Di   | Mi   | Do   | Fr   | Sa   | So   |
| ---- | ---- | ---- | ---- | ---- | ---- | ---- | ---- |
| 26   |      |      |      |      |      | 1    | 2    |
| 27   | 3    | 4    | 5    | 6    | 7    | 8    | 9    |
| 28   | 10   | 11   | 12   | 13   | 14   | 15   | 16   |
| 29   | 17   | 18   | 19   | 20   | 21   | 22   | 23   |
| 30   | 24   | 25   | 26   | 27   | 28   | 29   | 30   |
| 31   | 31   |      |      |      |      |      |      |

| August | August | August | August | August | August | August | August |
| Kw     | Mo     | Di     | Mi     | Do     | Fr     | Sa     | So     |
| ------ | ------ | ------ | ------ | ------ | ------ | ------ | ------ |
| 31     |        | 1      | 2      | 3      | 4      | 5      | 6      |
| 32     | 7      | 8      | 9      | 10     | 11     | 12     | 13     |
| 33     | 14     | 15     | 16     | 17     | 18     | 19     | 20     |
| 34     | 21     | 22     | 23     | 24     | 25     | 26     | 27     |
| 35     | 28     | 29     | 30     | 31     |        |        |        |

| September | September | September | September | September | September | September | September |
| Kw        | Mo        | Di        | Mi        | Do        | Fr        | Sa        | So        |
| --------- | --------- | --------- | --------- | --------- | --------- | --------- | --------- |
| 35        |           |           |           |           | 1         | 2         | 3         |
| 36        | 4         | 5         | 6         | 7         | 8         | 9         | 10        |
| 37        | 11        | 12        | 13        | 14        | 15        | 16        | 17        |
| 38        | 18        | 19        | 20        | 21        | 22        | 23        | 24        |
| 39        | 25        | 26        | 27        | 28        | 29        | 30        |           |

| Oktober | Oktober | Oktober | Oktober | Oktober | Oktober | Oktober | Oktober |
| Kw      | Mo      | Di      | Mi      | Do      | Fr      | Sa      | So      |
| ------- | ------- | ------- | ------- | ------- | ------- | ------- | ------- |
| 39      |         |         |         |         |         |         | 1       |
| 40      | 2       | 3       | 4       | 5       | 6       | 7       | 8       |
| 41      | 9       | 10      | 11      | 12      | 13      | 14      | 15      |
| 42      | 16      | 17      | 18      | 19      | 20      | 21      | 22      |
| 43      | 23      | 24      | 25      | 26      | 27      | 28      | 29      |
| 44      | 30      | 31      |         |         |         |         |         |

| November | November | November | November | November | November | November | November |
| Kw       | Mo       | Di       | Mi       | Do       | Fr       | Sa       | So       |
| -------- | -------- | -------- | -------- | -------- | -------- | -------- | -------- |
| 44       |          |          | 1        | 2        | 3        | 4        | 5        |
| 45       | 6        | 7        | 8        | 9        | 10       | 11       | 12       |
| 46       | 13       | 14       | 15       | 16       | 17       | 18       | 19       |
| 47       | 20       | 21       | 22       | 23       | 24       | 25       | 26       |
| 48       | 27       | 28       | 29       | 30       |          |          |          |

| Dezember | Dezember | Dezember | Dezember | Dezember | Dezember | Dezember | Dezember |
| Kw       | Mo       | Di       | Mi       | Do       | Fr       | Sa       | So       |
| -------- | -------- | -------- | -------- | -------- | -------- | -------- | -------- |
| 48       |          |          |          |          | 1        | 2        | 3        |
| 49       | 4        | 5        | 6        | 7        | 8        | 9        | 10       |
| 50       | 11       | 12       | 13       | 14       | 15       | 16       | 17       |
| 51       | 18       | 19       | 20       | 21       | 22       | 23       | 24       |
| 52       | 25       | 26       | 27       | 28       | 29       | 30       | 31       |

| Januar | Januar | Januar | Januar | Januar | Januar | Januar | Januar |
| Kw     | Mo     | Di     | Mi     | Do     | Fr     | Sa     | So     |
| ------ | ------ | ------ | ------ | ------ | ------ | ------ | ------ |
| 52     |        |        |        |        |        |        | 1      |
| 1      | 2      | 3      | 4      | 5      | 6      | 7      | 8      |
| 2      | 9      | 10     | 11     | 12     | 13     | 14     | 15     |
| 3      | 16     | 17     | 18     | 19     | 20     | 21     | 22     |
| 4      | 23     | 24     | 25     | 26     | 27     | 28     | 29     |
| 5      | 30     | 31     |        |        |        |        |        |

| Februar | Februar | Februar | Februar | Februar | Februar | Februar | Februar |
| Kw      | Mo      | Di      | Mi      | Do      | Fr      | Sa      | So      |
| ------- | ------- | ------- | ------- | ------- | ------- | ------- | ------- |
| 5       |         |         | 1       | 2       | 3       | 4       | 5       |
| 6       | 6       | 7       | 8       | 9       | 10      | 11      | 12      |
| 7       | 13      | 14      | 15      | 16      | 17      | 18      | 19      |
| 8       | 20      | 21      | 22      | 23      | 24      | 25      | 26      |
| 9       | 27      | 28      |         |         |         |         |         |

| März | März | März | März | März | März | März | März |
| Kw   | Mo   | Di   | Mi   | Do   | Fr   | Sa   | So   |
| ---- | ---- | ---- | ---- | ---- | ---- | ---- | ---- |
| 9    |      |      | 1    | 2    | 3    | 4    | 5    |
| 10   | 6    | 7    | 8    | 9    | 10   | 11   | 12   |
| 11   | 13   | 14   | 15   | 16   | 17   | 18   | 19   |
| 12   | 20   | 21   | 22   | 23   | 24   | 25   | 26   |
| 13   | 27   | 28   | 29   | 30   | 31   |      |      |

| April | April | April | April | April | April | April | April |
| Kw    | Mo    | Di    | Mi    | Do    | Fr    | Sa    | So    |
| ----- | ----- | ----- | ----- | ----- | ----- | ----- | ----- |
| 13    |       |       |       |       |       | 1     | 2     |
| 14    | 3     | 4     | 5     | 6     | 7     | 8     | 9     |
| 15    | 10    | 11    | 12    | 13    | 14    | 15    | 16    |
| 16    | 17    | 18    | 19    | 20    | 21    | 22    | 23    |
| 17    | 24    | 25    | 26    | 27    | 28    | 29    | 30    |

| Mai | Mai | Mai | Mai | Mai | Mai | Mai | Mai |
| Kw  | Mo  | Di  | Mi  | Do  | Fr  | Sa  | So  |
| --- | --- | --- | --- | --- | --- | --- | --- |
| 18  | 1   | 2   | 3   | 4   | 5   | 6   | 7   |
| 19  | 8   | 9   | 10  | 11  | 12  | 13  | 14  |
| 20  | 15  | 16  | 17  | 18  | 19  | 20  | 21  |
| 21  | 22  | 23  | 24  | 25  | 26  | 27  | 28  |
| 22  | 29  | 30  | 31  |     |     |     |     |

| Juni | Juni | Juni | Juni | Juni | Juni | Juni | Juni |
| Kw   | Mo   | Di   | Mi   | Do   | Fr   | Sa   | So   |
| ---- | ---- | ---- | ---- | ---- | ---- | ---- | ---- |
| 22   |      |      |      | 1    | 2    | 3    | 4    |
| 23   | 5    | 6    | 7    | 8    | 9    | 10   | 11   |
| 24   | 12   | 13   | 14   | 15   | 16   | 17   | 18   |
| 25   | 19   | 20   | 21   | 22   | 23   | 24   | 25   |
| 26   | 26   | 27   | 28   | 29   | 30   |      |      |

| Juli | Juli | Juli | Juli | Juli | Juli | Juli | Juli |
| Kw   | Mo   | Di   | Mi   | Do   | Fr   | Sa   | So   |
| ---- | ---- | ---- | ---- | ---- | ---- | ---- | ---- |
| 26   |      |      |      |      |      | 1    | 2    |
| 27   | 3    | 4    | 5    | 6    | 7    | 8    | 9    |
| 28   | 10   | 11   | 12   | 13   | 14   | 15   | 16   |
| 29   | 17   | 18   | 19   | 20   | 21   | 22   | 23   |
| 30   | 24   | 25   | 26   | 27   | 28   | 29   | 30   |
| 31   | 31   |      |      |      |      |      |      |

| August | August | August | August | August | August | August | August |
| Kw     | Mo     | Di     | Mi     | Do     | Fr     | Sa     | So     |
| ------ | ------ | ------ | ------ | ------ | ------ | ------ | ------ |
| 31     |        | 1      | 2      | 3      | 4      | 5      | 6      |
| 32     | 7      | 8      | 9      | 10     | 11     | 12     | 13     |
| 33     | 14     | 15     | 16     | 17     | 18     | 19     | 20     |
| 34     | 21     | 22     | 23     | 24     | 25     | 26     | 27     |
| 35     | 28     | 29     | 30     | 31     |        |        |        |

| September | September | September | September | September | September | September | September |
| Kw        | Mo        | Di        | Mi        | Do        | Fr        | Sa        | So        |
| --------- | --------- | --------- | --------- | --------- | --------- | --------- | --------- |
| 35        |           |           |           |           | 1         | 2         | 3         |
| 36        | 4         | 5         | 6         | 7         | 8         | 9         | 10        |
| 37        | 11        | 12        | 13        | 14        | 15        | 16        | 17        |
| 38        | 18        | 19        | 20        | 21        | 22        | 23        | 24        |
| 39        | 25        | 26        | 27        | 28        | 29        | 30        |           |

| Oktober | Oktober | Oktober | Oktober | Oktober | Oktober | Oktober | Oktober |
| Kw      | Mo      | Di      | Mi      | Do      | Fr      | Sa      | So      |
| ------- | ------- | ------- | ------- | ------- | ------- | ------- | ------- |
| 39      |         |         |         |         |         |         | 1       |
| 40      | 2       | 3       | 4       | 5       | 6       | 7       | 8       |
| 41      | 9       | 10      | 11      | 12      | 13      | 14      | 15      |
| 42      | 16      | 17      | 18      | 19      | 20      | 21      | 22      |
| 43      | 23      | 24      | 25      | 26      | 27      | 28      | 29      |
| 44      | 30      | 31      |         |         |         |         |         |

| November | November | November | November | November | November | November | November |
| Kw       | Mo       | Di       | Mi       | Do       | Fr       | Sa       | So       |
| -------- | -------- | -------- | -------- | -------- | -------- | -------- | -------- |
| 44       |          |          | 1        | 2        | 3        | 4        | 5        |
| 45       | 6        | 7        | 8        | 9        | 10       | 11       | 12       |
| 46       | 13       | 14       | 15       | 16       | 17       | 18       | 19       |
| 47       | 20       | 21       | 22       | 23       | 24       | 25       | 26       |
| 48       | 27       | 28       | 29       | 30       |          |          |          |

| Dezember | Dezember | Dezember | Dezember | Dezember | Dezember | Dezember | Dezember |
| Kw       | Mo       | Di       | Mi       | Do       | Fr       | Sa       | So       |
| -------- | -------- | -------- | -------- | -------- | -------- | -------- | -------- |
| 48       |          |          |          |          | 1        | 2        | 3        |
| 49       | 4        | 5        | 6        | 7        | 8        | 9        | 10       |
| 50       | 11       | 12       | 13       | 14       | 15       | 16       | 17       |
| 51       | 18       | 19       | 20       | 21       | 22       | 23       | 24       |
| 52       | 25       | 26       | 27       | 28       | 29       | 30       | 31       |

## Ereignisse

### Politik und Weltgeschehen

#### Westeuropa
- 16. Februar: Nach dem Tode seines Vaters Alfons III. besteigt Dionysius den portugiesischen Thron. Gleich zu Beginn seiner Herrschaft hat er sich mit den Machtansprüchen seines jüngeren Bruders Alfons auseinanderzusetzen.
- 23. Mai: England und Frankreich schließen den Vertrag von Amiens über die dem englischen König gehörenden Besitzungen in Frankreich.

#### Heiliges Römisches Reich
- 28. August: Herzog Johann I. von Brabant, der Kölner Erzbischof und Kurfürst Siegfried von Westerburg, Graf Dietrich von Kleve und Rainald I. von Geldern schließen einen Vertrag gegen Raubrittertum und Falschmünzerei, den Wankumer Landfrieden. Die Parteien verpflichten sich darin zu gegenseitigem Beistand.
- 14. Oktober: In Pingsheim bei Nörvenich wird der Frieden von Pingsheim zwischen den Grafen von Jülich und dem Kölner Erzbischof Siegfried von Westerburg geschlossen.
- König Rudolf von Habsburg garantiert Papst Nikolaus III. die Freiheit und Unabhängigkeit des Kirchenstaates und verzichtet endgültig auf alle Rechte in der Romagna.

#### Osteuropa
- 5. März: Die Schlacht von Aizkraukle zwischen dem Großfürstentum Litauen – angeführt vom Großfürsten Traidenis – und dem Livländischen Orden nahe Aizkraukle endet mit einer herben Niederlage für den Orden. 71 Ritter, der Großmeister Ernst von Rassburg und der Anführer der Ritter Dänisch-Estlands Eilart Hoberg werden getötet. Es ist die zweitgrößte Niederlage des Livländischen Ordens im 13. Jahrhundert.
- Ivan Asen III. wird Zar von Bulgarien.

#### Asien und Nordafrika

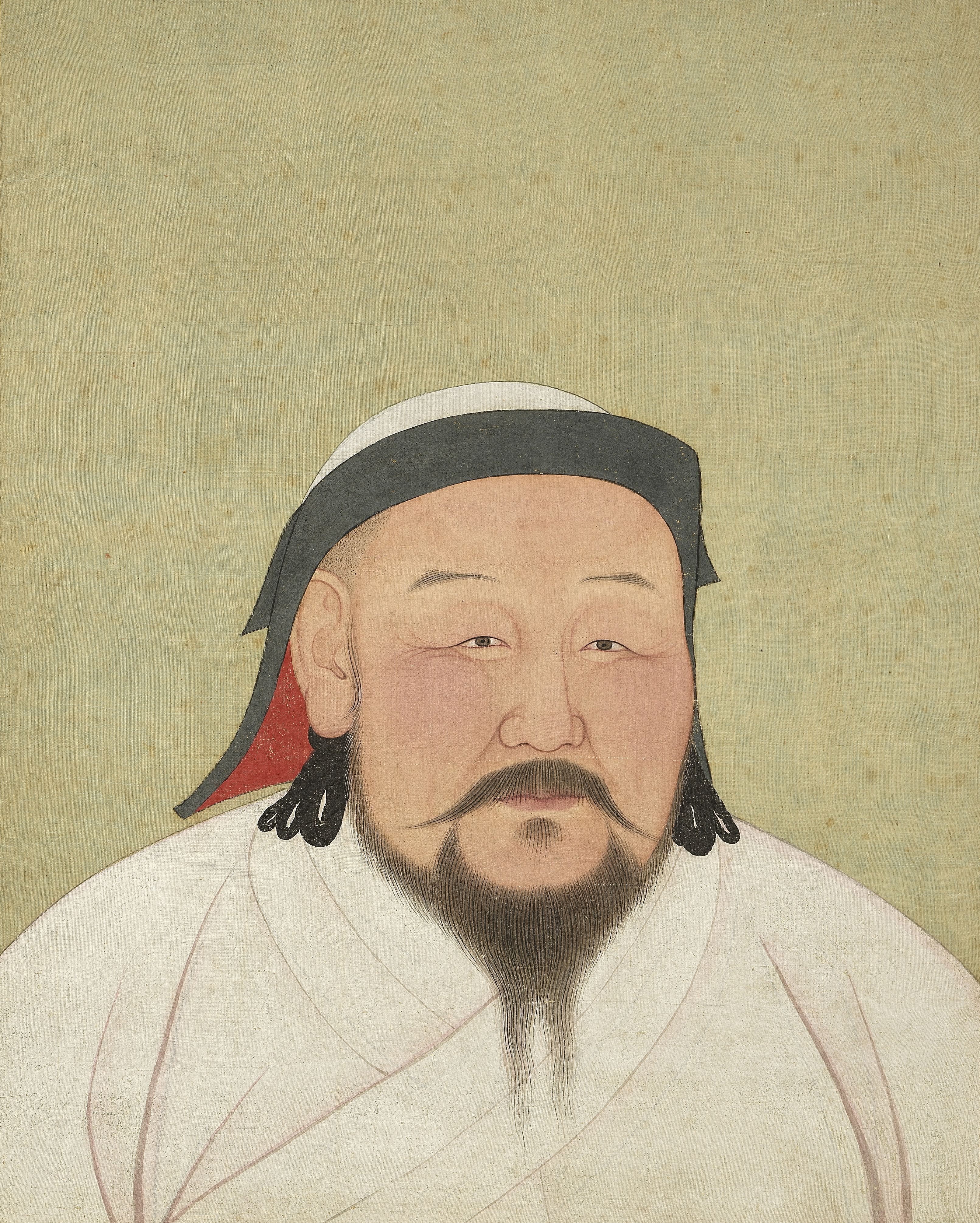
Kublai Khan

- 19. März: Die Schlacht von Yamen ist eine der größten Seeschlachten in der Weltgeschichte. Trotz einer zahlenmäßigen Überlegenheit der Streitkräfte der Song-Dynastie unter ihrem Admiral Zhang Shijie siegt die mongolische Flotte des Kublai Khan und beendet damit endgültig die Herrschaft der Song-Dynastie in China. Der Premierminister und kaiserliche Berater Lu Xiufu erkennt die Aussichtslosigkeit der Lage, nimmt den Kindkaiser Song Bing und springt mit ihm bei Yaishan in den Fluss, um sich und seinem Herrscher das Leben zu nehmen, bevor sie die Mongolenarmee am Berg Ya nahe dem Fluss erreicht. Die von Kublai Khan gegründete Yuan-Dynastie einigt damit nach über 300-jähriger Teilung auf militärischem Weg das chinesische Reich.
- Saif ad-Din Qalawun al-Alfi al-Mansur stürzt seinen Schwiegersohn Berke Qan und setzt dessen siebenjährigen Bruder Solamisch als Sultan auf den Thron der Mamluken in Ägypten. Noch im Dezember desselben Jahres setzt er Solamisch ab. Damit ist eine Dynastiegründung durch Baibars und seine Söhne gescheitert. Qalawun wird selbst Sultan und gründet die Bahri-Dynastie. Berke Qan erhält Karak in Transjordanien als selbständiges Herrschaftsgebiet zugewiesen. Solamisch folgt ihm dorthin ins Exil.

#### Urkundliche Ersterwähnungen
- Burgdorf bei Hannover wird erstmals in der Lebensbeschreibung des Bischofs Otto I. von Hildesheim erwähnt.
- Erste urkundliche Erwähnung von Cleebronn, Courchavon, Eschhofen, Hoisdorf, Pfaffenhofen, Senftenberg und Weiler an der Zaber
- Erste urkundliche Erwähnung von Hainzell im Landkreis Fulda

### Religion und Kultur
- Papst Nikolaus III. stellt sich am 14. August mit der Bulle Exiit qui seminat auf die Seite der gemäßigten Franziskaner, während die strengen Observanten (vgl. Spiritualen) in einen Gegensatz zum Papsttum kommen und später von der Inquisition als Ketzer angesehen werden.
- Friedrich von Montalban wird Bischof von Freising.
- Erfurt: Erzbischöfliche Amtsträger werden misshandelt und aus der Stadt verjagt. Der Erzbischof von Mainz antwortet mit dem Bann. Das verhängte Interdikt lastet zweieinhalb Jahre auf der Stadt.
- Der Franziskaner Petrus Johannis Olivi wird wegen seines Eintretens für die evangelische Vollkommenheit (Armut) des Ordens und für die Erneuerung der Kirche beim Ordensgeneral Girolami d’Ascoli (dem späteren Papst Nikolaus IV.) angezeigt.
- Bernhard Gui, der spätere Inquisitor und Ordensschriftsteller, tritt zu Limoges in den Dominikanerorden ein.
- Christina von Stommeln berichtet Petrus von Dacien ihr ‚Geheimnis‘, dass sie sich von Anfang an mit ihm, ihrem weltlichen und nicht mit Christus, ihrem geistlichen Geliebten, verlobt habe; ein einmaliger Vorgang in der mittelalterlichen Mystik.
- Heinrich von Herford listet in seiner Chronik zu diesem Jahr eine Aufzählung verschiedener berühmter Schriftsteller, darunter Ulrich von Strassburg (s. Weblinks), Gerhard von Minden, Dietrich von Freiberg, Johannes von Freiburg, Hermann von Minden und Joh. Christoferus mit kurzer Angabe ihrer Werke
- Der Chor der Predigerkirche in Erfurt wird vollendet und damit (im Wesentlichen) eine ‚Baupause‘ bis zum Jahr 1336 eingelegt.

## Geboren

### Geburtsdatum gesichert
- 5. Februar: Levold von Northof, Domherr zu Lüttich und Geschichtsschreiber der Grafschaft Mark († 1359)
- 3. März: Ismail I., Emir von Granada († 1325)
- 4. August: Antony Bek, Bischof von Norwich († 1343)

### Genaues Geburtsdatum  unbekannt
- Josef Kaspi, jüdischer Gelehrter und Bibelkommentator († 1340)
- al-Chāzin, schafiitischer Koranexeget († 1341)
- Louis I. de Bourbon, Graf von La Marche und Herzog von Bourbon († 1341)
- Ahmad an-Nuwairī, ägyptischer Historiker und Enzyklopädist († 1333)
- Otto I., Herzog von Pommern († 1344)

### Geboren um 1279
- Johann I., Burggraf von Nürnberg († 1300)
- 1278/1279: Heinrich VII. von Luxemburg, deutscher Kaiser und Graf von Luxemburg († 1313)

## Gestorben

### Todesdatum gesichert
- 16. Februar: Alfons III., König von Portugal (* 1210)
- 19. März: Song Bing, letzter Kaiser der Song-Dynastie in China (* 1271)
- 26. März: Hildebrand von Möhren, Fürstbischof von Eichstätt
- 13./14. April: Bolesław VI. der Fromme, Herzog von Großpolen (* um 1225)
- 24./25. April: Walter Giffard, Erzbischof von York (* um 1225)
- 28. Juni: Johann I., Graf von Blois, der Grafschaft Chartres und der Grafschaft Dunois
- 4. Juli: Otto I. von Braunschweig-Lüneburg, Bischof von Hildesheim (* um 1247)
- 22. Juli: Philipp von Spanheim, Erwählter zum Erzbischof (Elekt) von Salzburg, Patriarch von Aquileia, Graf von Lebenau und nomineller Herzog von Kärnten
- 15. August: Albrecht I., Herzog zu Braunschweig und Lüneburg (* 1236)
- 3. September: Étienne Tempier, Bischof von Paris
- 10. September: Robert Kilwardby, Erzbischof von Canterbury (* um 1215)
- 18. September: Ulrich II., Graf von Württemberg (* um 1254)
- 14. Oktober: Walram V., Herzog von Limburg
- 7. Dezember: Bolesław V., Herzog von Polen (* 1226)

### Genaues Todesdatum unbekannt
- um den 27. April: Robert de Ferrers, englischer Magnat und Rebell (* um 1239)
- Payn de Chaworth, englischer Adeliger und Militär (* um 1245)
- Konrad II. von Freising, Bischof von Freising
- Li Ye, chinesischer Mathematiker (* 1192)
- Peter Mauley, englischer Adeliger (* um 1226)
- Rinchen Gyeltshen, Person des tibetischen Buddhismus (* 1238)
- Sayyid Adschall Schams ad-Din Umar, chinesischer Beamter (* um 1210)
- Eudo de la Zouche, englischer Adeliger